# Sports Park Turku
Der Sports Park (finnisch: Turun urheilupuisto) in Turku wurde 1893 eröffnet.
Ende des 19. Jahrhunderts wuchs die Stadt schnell, und Erholungsgebiete waren gefragt. Nach Vorbildern in Großbritannien und dem Deutschen Reich wollte man einen Sportbereich anlegen. Die Wahl fiel schließlich auf ein urwüchsiges und weitgehend felsiges Areal in dem sich schon ein Teich befand, der im Winter zum Schlittschuhlaufen genutzt wurde.
Heute gehört das Gelände zum Stadtzentrum und grenzt unmittelbar ans östliche Ufer des Flusses Aurajoki.
Der große Park umfasst eine Vielzahl von z. T. ganzjährig geöffneten Sportanlagen. Im Einzelnen sind es:
- Paavo-Nurmi-Stadion
- fünf Tennisplätze
- zwei Basketballplätze
- vier Strand-Bereiche
- ein Volleyballplatz
- zwei Sandplätze / Natureisbahn
- ein Rasenplatz
- Discgolf-Kurs
- Fitness-Parcours
- Freiluft-Fitnessgeräte
- Sauna Olympic Sports Park
- ein Kunstrasenplatz